# Préteritum
Préteritum (z latinského praeteritum „to, co přešlo, pominulo“) je gramatický termín označující jeden z minulých časů. Vyjadřuje se jím to, co se stalo v minulosti a už nezasahuje do přítomnosti. Jeho vytvoření a užití se ale v různých jazycích může i poměrně hodně lišit.

## Préteritum v různých jazycích[1]

### Čeština
V češtině se tímto termínem označuje dnes již jediný používaný minulý čas, tzv. složené préteritum, které bylo původně perfektem.
Ostatní minulé časy (imperfektum, aorist) z českého jazyka vymizely zcela nebo se příliš nepoužívají (antepréteritum).

#### Příklad
- řekl jsem
- řekl jsi
- řekl

- řekli jsme
- řekli jste
- řekli

### Němčina
V němčině se tímto termínem označuje jednoduchý minulý čas, na rozdíl od minulého času složeného – perfekta. Původní funkcí německého préterita bylo označení prostého minulého děje bez jakéhokoliv zřetele k současnosti nebo vidového rozlišení, což jej předurčovalo k použití zejména jako času vyprávěcího. V současnosti se však rozdíl mezi préteritem a perfektem stírá a v hovorové němčině perfektum značně převládá.
Německé préteritum se tvoří v zásadě dvěma způsoby:
- Silná slovesa je tvoří změnou kmenové samohlásky, případně pomocí dalších změn ve kmeni:

gehen – ich ging „šel jsem“
stehen – ich stand „stál jsem“
lesen – ich las „četl jsem“
tragen – ich trug „nesl jsem“
singen – ich sang „zpíval jsem“
- Slabá slovesa tvoří préteritum příponou -te:

bauen – ich baute „stavěl jsem“
loben – ich lobte „chválil jsem“
reden – ich redete „hovořil jsem“

#### Příklad
- ich sagte
- du sagtest
- er sagte

- wir sagten
- ihr sagtet
- sie sagten

### Angličtina
V angličtině se préteritum obvykle nazývá „minulý čas prostý (past simple)“.
Obvykle se préteritum tvoří jen pomocí koncovky -d nebo -ed. V případě nepravidelných sloves se mění i kořen slova.

#### Příklad
- I said
- you said
- he said

- we said
- you said
- they said

### Finština
Ve finštině se préteritum obvykle nazývá imperfektum, což bývá matoucí. Je to jednoduchý složený čas, kterým se vyjadřují děje nemající vztah k přítomnosti.
Vytvoření správných tvarů finského préterita/imperfekta je ze všech čtyř finských časů nejsložitější. Velmi se u něj projevují výjimky ze striktních pravidel aglutinačního jazyka.

#### Příklad
- minä sanoin
- sinä sanoit
- hän sanoi

- me sanoimme
- te sanoitte
- he sanoivat

### Latina
V normativní latinské mluvnici se pojem préteritum běžně neužívá. Jemu odpovídající minulé časy má latina dva: imperfektum vyjadřuje časy v minulosti probíhající delší dobu nebo opakovaně, tvoří se od slovesného kmene přítomného příponou -ba-; perfektum vyjadřuje děje proběhlé v minulosti jednorázově, tvoří se obměnou slovesného kmene přítomného různými příponami či změnami kmene a zvláštními koncovkami.

### Španělština
Ve Španělštině je Pretérito indefinido jeden z minulých časů. Tvoření je buď pravidelné nebo nepravidelné. Užívá se pro děje, které proběhly v minulosti v časově ohraničeném úseku. Mluvčí považuje tento děj za ukončený. Příklad:
Gonzalo fue camionero. – Gonzalo pracoval jako řidič kamionu. (Už nepracuje)
Označení ukončených minulých dějů, které probíhají po sobě. Příklad:
- Estudié inglés. Más tarde viajé a otros países. – Studoval jsem angličtinu. Poté jsem cestoval do jiných zemí.

#### Pravidelné
| hablar     | comer     | vivir     |
| ---------- | --------- | --------- |
| hablé      | comí      | viví      |
| hablaste   | comiste   | viviste   |
| habló      | comió     | vivió     |
| hablamos   | comimos   | vivimos   |
| hablasteis | comisteis | vivisteis |
| hablaron   | comieron  | vivieron  |

#### Nepravidelné – příklady
| decir     | estar       | hacer     | ir       | querer     | ser      |
| --------- | ----------- | --------- | -------- | ---------- | -------- |
| dije      | estuve      | hice      | fui      | quise      | fui      |
| dijiste   | estuviste   | hiciste   | fuiste   | quisiste   | fuiste   |
| dijo      | estuvo      | hizo      | fue      | quiso      | fue      |
| dijimos   | estuvimos   | hicimos   | fuimos   | quisimos   | fuimos   |
| dijisteis | estuvisteis | hicisteis | fuisteis | quisisteis | fuisteis |
| dijeron   | estuvieron  | hicieron  | fueron   | quisieron  | fueron   |